# Tieliczeno
Tieliczeno, Tieliczino (ros. Теличено, Теличино) – wieś (ros. деревня, trb. dieriewnia) w zachodniej Rosji, w osiedlu wiejskim Pionierskoje rejonu smoleńskiego w obwodzie smoleńskim.

## Geografia
Miejscowość położona jest nad Moszną, 3 km od drogi regionalnej 66K-22 (Szczeczenki – Monastyrszczina), 13,5 km od drogi federalnej R135 (Smoleńsk – Krasnyj – Gusino), 10,5 km od drogi federalnej R120 (Orzeł – Briańsk – Smoleńsk – Witebsk), 27,5 km od drogi magistralnej M1 «Białoruś», 11,5 km od centrum administracyjnego osiedla wiejskiego (Sanniki), 18 km od Smoleńska.
W granicach miejscowości znajduje się ulica Sadowaja (20 posesji).

## Demografia
W 2010 r. miejscowość zamieszkiwało 12 osób.